# Панкеев, Сергей Константинович
Серге́й Константи́нович Панке́ев (24 декабря 1886 [5 января 1887], Каховка, Таврическая губерния, Российская империя — 7 мая 1979, Вена, Австрия) — русский помещик, юрист, публицист, переводчик, художник-любитель. Большую часть своей жизни прожил в Вене. Получил известность как пациент Зигмунда Фрейда. Книга Фрейда «Из истории одного детского невроза» посвящена описанию болезни именно С. Панкеева. 
В целях сохранения анонимности доктор Фрейд в своих работах называл Панкеева «Человек-волк» (нем. der Wolfsmann).

## Биография

### Семья
Сергей Панкеев родился 24 декабря 1886 года (5 января 1887 года по н. с.) в Каховке Таврической губернии в семье помещика. Дед Сергея был одним из самых богатых землевладельцев юга Российской империи. Это позволило его наследникам занять влиятельное положение в Российской империи: сын Николай — алёшковский городской голова, член Государственной думы 3-го и 4-го созывов от Таврической губернии, второй сын Алексей — городской голова Мелитополя.
Отец Сергея — Константин Матвеевич Панкеев (1860 — 2 июля 1908). Дворянин, потомственный почётный гражданин, титулярный советник, алешковский 2-й гильдии купец, крупный землевладелец, одесский домовладелец (улица Маразлиевская, дом № 20, архитектор Л. Л. Влодек, 1890-е гг., памятник архитектуры), авторитетный гласный Одесской Городской думы (был избран на четырёхлетний срок 1905 — 1908), издатель, почётный член Одесского городского попечительства детских приютов, человек широко образованный и либеральный, владелец весьма популярного в художественной среде имения Васильевка.
Мать — Александра Семёновна (1863 — май, 1953), урожденная Шаповалова. После революции эмигрировала с Сергеем из Одессы в Вену.
Сестра — Анна Панкеева (июнь, 1884 — сентябрь, 1906, покончила жизнь самоубийством).

### Ранние годы

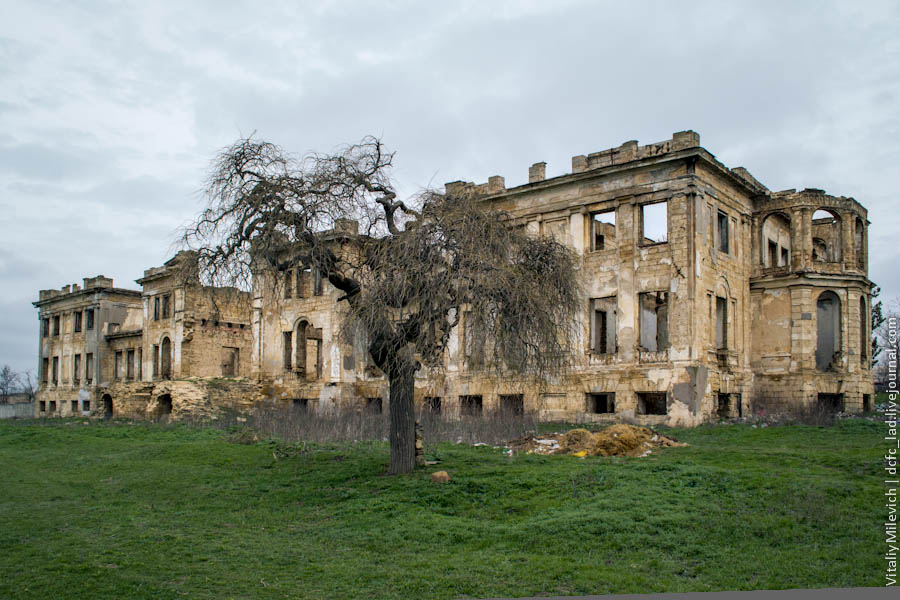
Усадьба в Васильевке (2013 год)

С 1886 по 1891 год семья проживала в Каховке в своем поместье. В 1891 году родители продали поместье и приобрели дом в Одессе, а также у наследников генерал-майора Василия Петровича Дубецкого усадьбу в деревне Васильевка под Одессой и переехали туда. Именно в Васильевке Сергею приснился сон о белых волках, молча сидящих на ветвях орехового дерева и посылающих ему сообщения глазами. Он стал истерически бояться изображения волков, постоянно крича, что волк придёт и его съест С этого момента, по мнению комментаторов Фрейда, началась психическая болезнь.
С 1898 по 1905 год Сергей учился в 5-й гимназии в Одессе, которую окончил с отличием.
Сразу после окончания гимназии, Сергей вместе с матерью и старшей сестрой Анной, которая была на два года старше его, совершил летнее путешествие по Европе. В Одессе в это время было неспокойно: шли забастовки, которым суждено будет войти в Историю под именем Первой русской революции.
В 1905 году Сергей поступил на юридический факультет Новороссийского университета.
В 1906 году сестра Анна покончила жизнь самоубийством, после посещения места дуэли М. Ю. Лермонтова в Пятигорске.
В 1907 году перевёлся в Санкт-Петербургский университет, где числился до 1909 года.

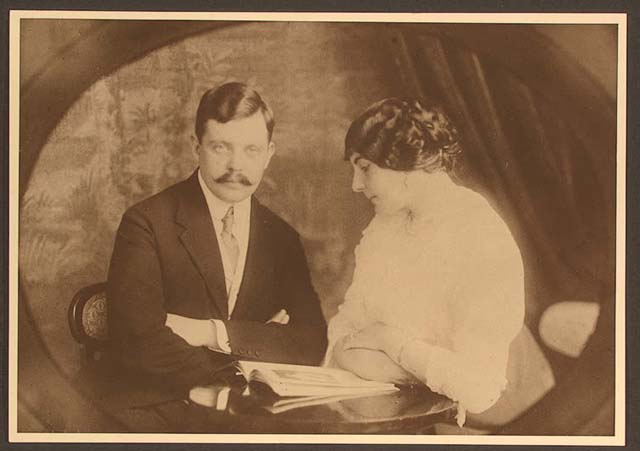
Сергей Панкеев с будущей женой (около 1910 года)

### Болезнь
К 1907 году у Сергея также появились признаки депрессии, по совету отца он обратился к российскому психиатру Владимиру Бехтереву и немецкому психиатру Эмилю Крепелину. Сергей лечился в немецком санатории в Мюнхене, где познакомился со своей будущей женой Терезой Келлер (она работала в санатории медсестрой).
7 июля 1908 года в Москве из-за передозировки снотворного веронал умер его отец.
В 1910 — 1914 годах Сергей Панкеев лечился у Зигмунда Фрейда.
Изначально Сергею был поставлен диагноз "маниакально-депрессивное безумие". Фрейд не согласился с этим, выявив у молодого человека невроз навязчивости. Такой диагноз, по мнению психоаналитика, вытекал из тревожных эпизодов, начавшихся в раннем возрасте и окрашенных религиозным воспитанием, навязанным матерью. В основном, анализ Фрейда строится на сне, который Панкеев часто видел в детстве:
Мне снилось, что это была ночь, и я лежал в кровати. (Моя кровать была развернута ногами к окну; перед окном росли старые орешники. Я знаю, это была зима и ночь.) Внезапно окно открылось, и я испугался, когда увидел, что несколько белых волков сидели на ветках прямо перед моим окном. Их было шесть или семь. Они были все белые, больше похожи на лисиц или овчарок, у них были хвосты как у лисиц и уши как у собак, когда они обращают на что-то внимание. Испугавшись, что меня съедят волки, я закричал и проснулся. Няня подбежала к моей кровати, чтобы посмотреть, что со мной случилось. Меня ещё долго убеждали в том, что это сон; я отчетливо видел, как открывается окно и как на дереве сидят волки. В конце концов, я немного успокоился, почувствовав, что избежал опасности, и снова заснул.
Фрейд полагал, что волки во сне — это ключ к тому, что происходит в психике Сергея. Животные, по мнению комментаторов Фрейда, в сновидениях часто подменяют отца. Идея открытых окон и хищных волков, ждущих и наблюдающих — явный признак подавленной сексуальной фантазии, в которой отец является хищником, а мальчик — жертвой.
Боязнь перед необходимостью самостоятельного существования у Панкеева была настолько велика, что при появлении первого облегчения он немедленно прекратил лечение. Как считал Фрейд — из-за «боязни изменения своей судьбы и желания оставаться в своей привычной уютной обстановке».
В июне 1914 года вернулся в Одессу. Сдал экстерном выпускные экзамены на юридическом факультете Новороссийского университета.
В 1917 году Панкеев вступил в Конституционно-демократическую партию, которую поддерживал и его отец со времени Первой русской революции. Но всерьёз политикой он не занимался.
В 1918 году экспонировал свои этюды на XVIII выставке ТЮРХ в Одессе.

### В эмиграции
В 1919 году, потеряв состояние, эмигрировал и поселился в Вене, где работал страховым агентом. Иногда переводил статьи и книги, а также писал статьи для публикаций.
31 марта 1938 года, вскоре после аншлюса Австрии его жена Тереза Келлер покончила жизнь самоубийством, отравившись газом.
Позже Сергей лечился у психоаналитиков Мюриел Гардинер и Рут Мак Брунсвик (Ruth Mack Brunswick, ученицы Фрейда).
В 1947 году Панкеев получил австрийское гражданство. До выхода на пенсию в 1950 году работал клерком в страховой компании. В 1953 году в возрасте 89 лет умерла его мать.
Всю жизнь Панкеев на любительском уровне занимался живописью. Работы приобретались европейскими и американскими психиатрами.
Оставил литературно-психологические записки, в которых выступил с критикой воззрений Фрейда.
Детей не было.
Умер 7 мая 1979 года в возрасте 92 лет. Похоронен в Вене.

## Интересные факты
- Известный русский художник Герасим Головков с 1898 года был домашним учителем по рисованию Сергея Панкеева, а впоследствии и другом. Летом художник жил в имении Панкеевых в Васильевке.[4] Он навсегда вселил Сергею любовь к живописи. Когда у художника обнаружили рак горла, семья Панкеевых одолжила ему деньги, а по факту оплатила все расходы по его лечению, так как после операции художник умер.
- В старости, поднимая телефонную трубку, Сергей Панкеев представлялся: «Алло, человек-волк слушает».

## Отображение в искусстве
О Сергее Панкееве снято несколько документальных и короткометражных фильмов.